# 조반니 인베르니치
조반니 인베르니치(이탈리아어: Giovanni Invernizzi dʒoˈvanni iɱverˈnittsi[*]; 롬바르디아 주 알바이라테 ~ 2005년 2월 28일, 롬바르디아 주 밀라노)는 이탈리아의 전 프로 축구 선수이자 감독으로, 선수 시절 미드필더로 활약했다.

## 수상

### 감독
인테르나치오날레
- 세리에 A: 1970–71
- 유러피언컵 준우승: 1971-72